# Ленкі-Косьцельне
Ленкі-Косьцельне (пол. Łęki Kościelne) — село в Польщі, у гміні Кшижанув Кутновського повіту Лодзинського воєводства.
Населення — 364 особи (2011).
У 1975-1998 роках село належало до Плоцького воєводства.

## Демографія
Демографічна структура станом на 31 березня 2011 року:
|          | Загалом | Допрацездатний вік | Працездатний вік | Постпрацездатний вік |
| -------- | ------- | ------------------ | ---------------- | -------------------- |
| Чоловіки | 201     | 43                 | 135              | 23                   |
| Жінки    | 163     | 21                 | 94               | 48                   |
| Разом    | 364     | 64                 | 229              | 71                   |